# Galli
Galli waren priesters van Rhea-Cybele te Rome, wier dienst uit het Klein-Aziatische Pessinus in Rome was ingevoerd tijdens de Tweede Punische Oorlog. De oudste nog bestaande verwijzingen naar de galli komen uit de Griekse Anthologie, een 10e-eeuwse compilatie van eerder materiaal, waarin verschillende epigrammen vermeldt staat dat de Galli zichzelf vrijwillig lieten castreren om daarmee hun Aardse celibaat veilig te stellen en trouw te zijn als 'priesteres' van Cybele.

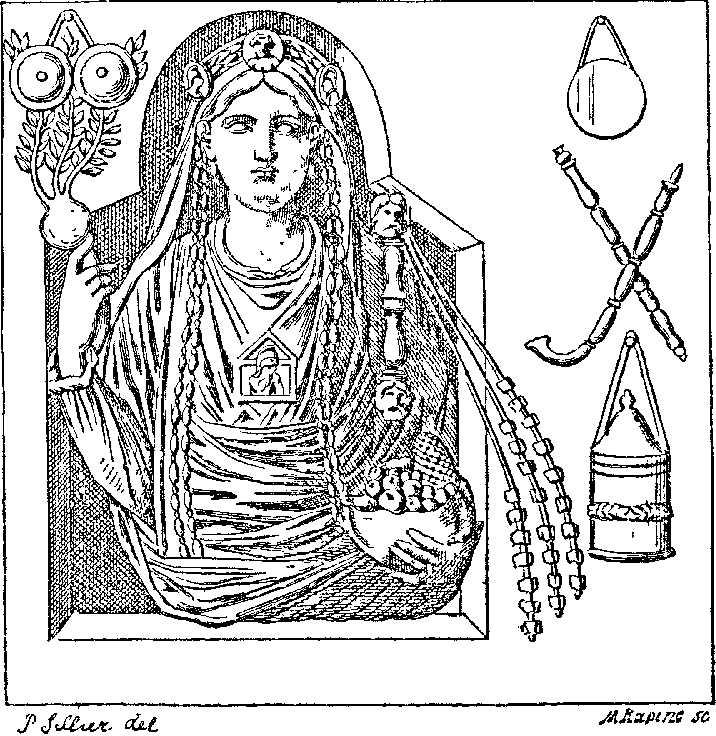
Een archigallus zonder baard en met oorbellen en jurk, waarvan de mouwen tot juist aan de pols afhingen (in werkelijkheid zouden ze purper zijn geweest), zoals bij een vrouw. Zijn hoofd is bedekt met een sluier en bekranst met een kroon versierd met drie medaillons, waarin men waarschijnlijk de Magna Mater tussen twee Attis-figuren moet zien; aan beide kanten bengelen taeniae (bandjes). Op zijn borst prosthêdthídion (borsthanger), in de vorme van een aedicula, versierd met een andere Attis-figuur, die met een vinger op zijn mond om stilte vraagt aan de geïnitieerden. Een ketting hangt rond de nek, waarin men zonder twijfel de occabus mag zien, die samen met de kroon het teken van zijn waardigheid als archigallus was. In de rechterhand houdt hij een kop van een klaproos en drie looftwijgjes vast; in zijn linkerhand heeft hij een mand gevuld met fruit, waaronder de dennenappel, die Cybele dierbaar is. Hogerop ziet men de met beentjes versierde gesel, waarmee de galli zichzelf geselden, en tot slot, ziet men de gewone attributen van de cultus rond de nis van de archigallus: de cimbalen, het tympanon, de fluiten en de mystische cista (bas-reliëf, Musei Capitolini).

Onder een woest en opgewonden gezang vierden zij het feest van de godin, de Megalensia genaamd. Zij trokken dan door de straten van de stad en begingen allerlei buitensporigheden. Aan hun hoofd stond een Archigallus. Het waren allen Phrygiërs, die met de dienst van de godin uit Phrygië naar Rome gekomen waren. Een Romein mocht dit priesterambt niet op zich nemen.
In Klein-Azië en in Syrië waren ook onder de naam van Galloi (Oudgrieks: γάλλοι / gálloi) priesters bekend, die zich op gruwelijke wijze verminkten, dan het land doortrokken, met woeste dansen en wilde muziek het volk vermaakten, en zich 's avonds voor hun vertoningen schadeloos stelden door wat ze met bedelen hadden verdiend, op de meest liederlijke wijze te verbrassen. Vooral toen de dienst van Rheia in verval kwam, nam het aantal van zulke bedelpriesters toe, bij wie langzamerhand slechts weinige sporen van overeenkomst met de oorspronkelijke priesters van de godin, de Korybanten, werden aangetroffen. Het Romeinse volk heeft zich lang vrij gehouden van deelneming aan dit priesterschap, totdat in de latere keizertijd bij het verval van het rijk mannen en vrouwen zich geheel en al overgaven aan de dweepzucht en de onzedelijkheid, waarin de plechtigheden van de Galli hun oorsprong vonden.